# 柶戲
柶戲或擲柶戲（韓語：사희、 적사희、或），又音譯為尤茨，古中國稱四維、四维戏，是漢朝、晉朝時就有記載的傳統局戲，如今則是朝鮮民族的傳統遊戲。通常有两名以上参加者，通过掷出四块特制的木板，来决定各自在棋盘上所走的步数。
虽然柶戏的起源尚没有定论，不过一些研究根据在《太平御览》中曾提到百济有人玩一种类似游戏，因此他们认为，至少在朝鲜半岛三国时代就开始玩这种游戏了。柶戏在民间，特别是在山区或农村常被用作算命，不过现在已不多见。

## 博具

柶戏棋盤

- 棋盤通常為畫有兩對角線的正方形，四角之間的邊線再劃分四個棋點；中心點與四角的之間對角線再劃分四個棋點。共二十九個棋點。也有呈圓型的棋盤[7]，有些會在棋點書寫「漢沛公西入定關中/舜重華垂拱平章中/樊將軍眦裂鴻門中/楚覇王南出潰圍中」等漢字[8]。
- 棋子每方四枚，可堆疊，以顏色區分，称作“马”。
- 擲具用四块特制的木棒，有两种：长斫和bam，长斫用木头制成，有四根，长约15厘米，直径约2至3厘米，被从中间劈成两半。最常使用的是栗木，其次是桦木，因为这些木头比较沉，投掷时的声音比较清脆。Bam是木制的长约3厘米，直径约一厘米的木棒，同样被劈成两半。有点类似在埃及游戏塞尼特中所使用的木棒。

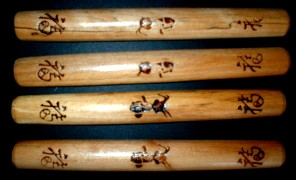
長斫

## 博
| 采組 | 彩名 | 諺文 | 采數 | 獎采           |
| ---- | ---- | ---- | ---- | -------------- |
|      | 豬   | 도   | 1    |                |
|      | 狗   | 개   | 2    |                |
|      | 羊   | 걸   | 3    |                |
|      | 牛   | 윷   | 4    | 玩家再擲一次。 |
|      | 馬   | 모   | 5    | 玩家再擲一次。 |

## 博法
- 起點與終點為先行者的右下角點。
- 棋子先置於一旁。
- 輪流擲木棒，然後選擇以下三種行動之一：
  - 對一枚在場的己棋作行棋。
  - 放一枚己棋在起點並立刻行棋。
  - 將在終點的一枚己棋收回。
- 行棋依采數移動，以逆時鐘方向移動，途中可穿過任何棋子，經過角點時，逆時針方向轉90度；經過中心點時，沿該對角線路徑。棋子若出發位已在角點，則改逆時針方向轉45度；若出發位已在中心點，則改沿離終點的最近路徑前進。必須擲出正好的采數才能回到終點。
  - 若行至敵棋處，將該些敵棋打回給原擁有者。並再擲一次。
  - 若行至己棋處，可疊在該些己棋上成為棋疊，之後一同移動，視為一枚棋子。
- 獲得再擲一次時，先不行棋，而是先擲，直到沒有獎采時再對任意一到N枚的己棋行棋，並且不必照所擲出的采數順序走。N等於這回合的擲木棍的次數。

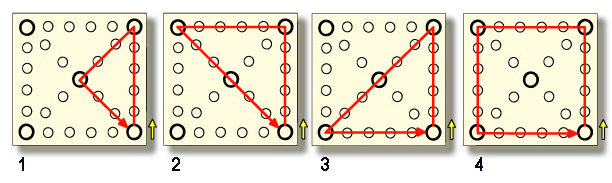
四種可能的行棋路徑。

- 先收回在終點的四枚己棋為勝。